# سلمى (اسم)
سلمى اسم علم مؤنث عربي، ومعناه: السليمة، الناجية، الخالصة. ومذكرها أسلم. وسلمى هو اسم زوجة سعد بن أبي وقاص.

وهو اسم علم شخصي مؤنث، وله انتشار في العالم العربي، وإسبانيا.

## الشخصيات
- أم الخير سلمى بنت صخر بن عامر التيمية، وهي أم أبي بكر الصديق. لقبت بأم الخير لأنها كانت أم أبي بكر الصديق.